# 埃塞尔·史密斯 (田径运动员)
埃塞尔·史密斯（英語：Ethel Smith，1907年7月5日—1979年12月31日），加拿大女子田径运动员。她曾代表加拿大参加1928年夏季奥林匹克运动会田径比赛，获得一枚金牌和一枚铜牌。